# Rodolfo Valente
Rodolfo Arrabale Valente (São Paulo, 8 de março de 1993) é um ator brasileiro. É mais conhecido por interpretar Rafael na série 3% da plataforma de streaming Netflix.

## Carreira
Rodolfo trabalha como ator desde um ano de idade em produções publicitárias, televisivas, teatrais e cinematográficas. Tem formação profissional pelo Studio Beto Silveira e fez cursos de teatro físico como a Commedia Dell´Art, Clown e Mímica. Atuou em diversas peças, tais como Excepcionalmente Normal, ABC do Amor, Para Onde Vai a Escuridão Quando a Gente Acende a Luz, Fragmentos de Equus, Caverna do Dragão, Pequenos Palhaços, Carro de Paulista e Tempestade Silenciosa. Atuou na TV em programas como Sítio do Pica-Pau Amarelo (personagem Pedrinho), Ilha Rá-Tim-Bum, no telefilme Carro de Paulista; novelas Eterna Magia, Revelação, Seus Olhos e Essas Mulheres. Integra o núcleo Carpintaria do Ator desde 2008, quando estudava na EMEF Presidente João Pinheiro, Vila Matilde, zona leste de São Paulo. Ingressou em 2011 na Escola de Artes Dramáticas da USP.
Em 2012, Rodolfo entra para o elenco de Malhação, na Rede Globo. Na trama ele vai viver o personagem Rafael, que vai sofrer bullying por andar com as meninas da turma. Ele tem mais afinidade com a ala feminina da sala, não gosta de futebol e se interessa por moda.
Em 2016, faz uma participação na novela Carinha de Anjo, do SBT, interpretando o jovem romântico e apaixonado, Ricardo. Ainda neste ano, integra o elenco de 3%, a primeira série brasileira produzida pela Netflix, como Rafael, um dos personagens mais queridos pelo público da série de sucesso

## Filmografia

### Televisão
| Ano       | Título                        | Personagem             | Notas                               |
| --------- | ----------------------------- | ---------------------- | ----------------------------------- |
| 2001      | Ilha Rá-Tim-Bum               | Tavinho                | Episódio: "O Retorno de Tavinho"    |
| 2004      | Seus Olhos                    | Gilson                 |                                     |
| 2005      | Essas Mulheres                | Mateus Bicallo Moreira |                                     |
| 2006      | Sítio do Pica-Pau Amarelo     | Pedrinho               | Temporada 6                         |
| 2007      | Eterna Magia                  | Miguel Finnegan        | Episódios: "15 de maio–29 de junho" |
| 2009      | Revelação                     | Pedro Souza            |                                     |
| 2012–2013 | Malhação: Intensa como a Vida | Rafael Freire (Rafa)   | Temporada 20                        |
| 2016–2018 | Carinha de Anjo               | Ricardo Ávila          |                                     |
| 2016–2020 | 3%                            | Rafael Moreira         | Temporadas 1–4                      |

### Cinema
| Ano  | Título                       | Personagem  | Notas          |
| ---- | ---------------------------- | ----------- | -------------- |
| 2000 | Mamíferos - A Floresta Feliz | Macaco      |                |
| 2004 | O Moleque                    | Pedrinho    | Curta-metragem |
| 2011 | Carro de Paulista            | Raio de Sol |                |
| 2012 | Chapô                        | Chapô       | Curta-metragem |
| 2013 | Amparo                       | Nadador     | Curta-metragem |
| 2018 | 13 Andares                   | Nero        |                |